# Nightmares (Band of Skulls)
Nightmares è un singolo del gruppo musicale Band of Skulls, pubblicato il 6 febbraio 2014 come secondo estratto dall'album in studio Himalayan.

## Video musicale
Il video musicale, diretto da Greg Davenport è stato pubblicato l'11 febbraio 2014.

## Tracce
Download digitale
1. Nightmares – 4:11

CD promozionale
1. Nightmares (radio edit) – 3:42
2. Nightmares (album version) – 4:11